# Sagra musicale umbra
La Sagra musicale umbra è un festival musicale che si svolge a Perugia e nell'Umbria nel mese di settembre di ogni anno. 

## Storia
Fondata nel 1937 su iniziativa di Guido Carlo Visconti di Modrone come Festival dedicato alla musica sacra avrebbe dovuto avere cadenza biennale. Interrotto nel settembre 1939 alla vigilia della seconda edizione, venne ripreso, dopo una sosta di dieci anni, per volontà di Francesco Siciliani che guidandolo come direttore artistico fino al 1992, lo ha portato a diventare, insieme al Festival di Salisburgo e al Maggio Musicale Fiorentino, uno degli appuntamenti musicali più noti d’Europa.

## Prime esecuzioni
La Sagra Musicale Umbra si è dedicata particolarmente alla riscoperta di capolavori del passato e per avere tenuto a battesimo importanti opere dei più grandi autori viventi. Fra le innumerevoli pagine presentate per la prima volta dalla Sagra Musicale Umbria si ricordano le prime esecuzioni italiane di: L’Infanzia di Cristo di Berlioz (1937), Messa in do min. di Mozart (1948), della Passione secondo Giovanni, l’Oratorio di Natale e della Cantata n°80 di Bach (1948, 1949 e 1959), Israele in Egitto di Händel, il Requiem di Schumann (1956), la prima esecuzione moderna del Vespro della Beata Vergine di Monteverdi (1950), l’Ottava Sinfonia di Mahler (1951), Palestrina di Hans Pfitzner (1953), le Messe in fa min. e in mi min. di Bruckner (1955 e 1958), Gurre Lieder di Schönberg, War Requiem, Curlew River, The Prodigal Son e The Burning Fiery Furnace di Britten (1963, 1965 e 1968), la Messa di Hindemith (1964), il Dies Irae, Utrenija e lo Stabat Mater di Penderecki (1967 e 1970), il Beatus Vir di Gorecki (1996). Molte sono state anche le prime esecuzioni assolute di opere espressamente commissionate dalle Sagra Musicale Umbra. Fra le altre: il S.Francesco d’Assisi di Malipiero, la Messa del Venerdì Santo di Ghedini, l’Oratorio Golgotha di Martin (tutti nel ‘49), le due Cantate di Pizzetti (1950), il Mosè di Milhaud (1957), il Credo di Perugia, sempre di Ghedini (1962), Stimmung di Stockhausen (1969), A-ronne di Berio (1979, il Te Deum di Penderecki (1980, dedicato a Giovanni Paolo II), Tre Voci di Battistelli (1996), Songs of Milarepa di Glass (1997), Grido di Morricone (1998), il Concerto-Cantata de Perugia di Brouwer (1999), la Missa Solemnis Resurrectionis, scritta a più mani per celebrare il Giubileo del 2000, da Marco Betta, Fabrizio De Rossi Re, Carlo Galante, Carlo Pedini, Giovanni Sollima, Giampaolo Testoni, Marco Tutino e Paolo Ugoletti, il completamento della Decima Sinfonia di Gustav Mahler ad opera di Giuseppe Mazzuca e Nicola Samale (2001).

## Interpreti
Illustri direttori d'orchestra sono stati ospiti della Sagra musicale umbra: fra gli altri: Herbert von Karajan, Karl Böhm, Sergiu Celibidache, Dimitri Mitropoulos, Claudio Abbado, Gianandrea Gavazzeni, Carlo Maria Giulini, Eugen Jochum, Lorin Maazel, Riccardo Muti, Wolfgang Sawallisch, Giuseppe Sinopoli, Georges Prêtre, Daniel Harding. Fra le grandi voci che si sono esibite alla Sagra vanno citati Maria Callas, Antonietta Stella, Giulietta Simionato, Mario Petri, Mario Sereni, Elisabeth Schwarzkopf, Montserrat Caballé, Christa Ludwig, Gundula Janowitz, Edda Moser, Hermann Prey, Peter Schreier, Brigitte Fassbaender, Nicolai Ghiaurov, Raina KabaivanskaJosé Carreras, Katia Ricciarelli, Dorothy Dorow, Cecilia Gasdia, Mariella Devia .